# Paul Masui-Castrique
Paul-Auguste Masui-Castrique (Differdange, 1888 – Ukkel, 1981) was een Luxemburgs-Belgisch kunstschilder en graficus.

## Loopbaan
Hij was autodidact en beoefende de klassieke grafische technieken: houtsnede, ets en lithografie. Hij maakte ook pasteltekeningen, aquarellen en monotypes. Hij was lid van de kunstgroep "Le Lierre". Hij verbleef van 1915 tot 1919 in Londen. Tijdens het interbellum begon hij volop in olieverf te werken, voornamelijk landschappen. Zijn stijl werd van langsom meer geabstraheerd.
Hij woonde vanaf 1928 in Ukkel.

## Oeuvre
Voorstellingen van bouwvakkers, scheepswerven, dokken en straten; landschappen
Hij maakte een reeks van 44 houtsneden voor de uitgave "La légende de Thyl Ulenspiegel" door hemzelf uitgegeven in Londen in 1917.
Boekillustraties bij "La vieille Flandre".

## Musea
- Arlon, Musée Gaspar- Collectie van de Institut Archéologique du Luxembourg
- Bergen, BAM
- Brussel, Prentenkabinet
- Brussel, Museum vanElsene
- Bruxelles Musée Charlier
- Bruxelles Musée Communal
- Damme Belgique, Musée Thijl Ulenspiegel
- La Louvière, Centre de la gravure et de l'image imprimée
- Mariemont Musée Royal
- Oostende (Mu.ZEE) Kunstmuseum aan Zee
- Tournai, Musée des Beaux Arts
- Verviers, Belgique, Musée des Beaux Arts
- Cagnes sur Mer, France, Musée du Château
- Paris, Musée Carnavalet
- Pont Aven, France, Musée des Beaux-arts
- Quimper
- Genève, Suisse, Cabinet des Estampes
- Londres, Angleterre, Museum Albert et Victoria
- Washington DC, Library of Congress